# Монастырь Петра
Монастырь Пе́тра (греч. Μονή Πέτρας) — православный мужской монастырь Фессалиотидской и Фанариоферсальской митрополии Элладской православной церкви, расположенный на южных отрогах горного массива Пинд (на высоте 600 метров над уровнем моря), в 27 километрах от города Кардица и четырёх километрах от озера Пластира в центральной Греции. Основан в середине XVI века и является значимым памятником поствизантийской архитектуры. Монастырь стоит на дороге, ведущей из Катафийона в поселение Айос-Атанасиос близ Ламберона.
Название монастыря (буквально греч. Μονή Πέτρας — «монастырь скалы») связано с тем, что обитель расположена на вершине высокой и широкой скалы (греч. πέτρα — «пе́тра»), которая возвышается над горным ущельем, и не связано с именем Пётр.

## История монастыря

### Основание

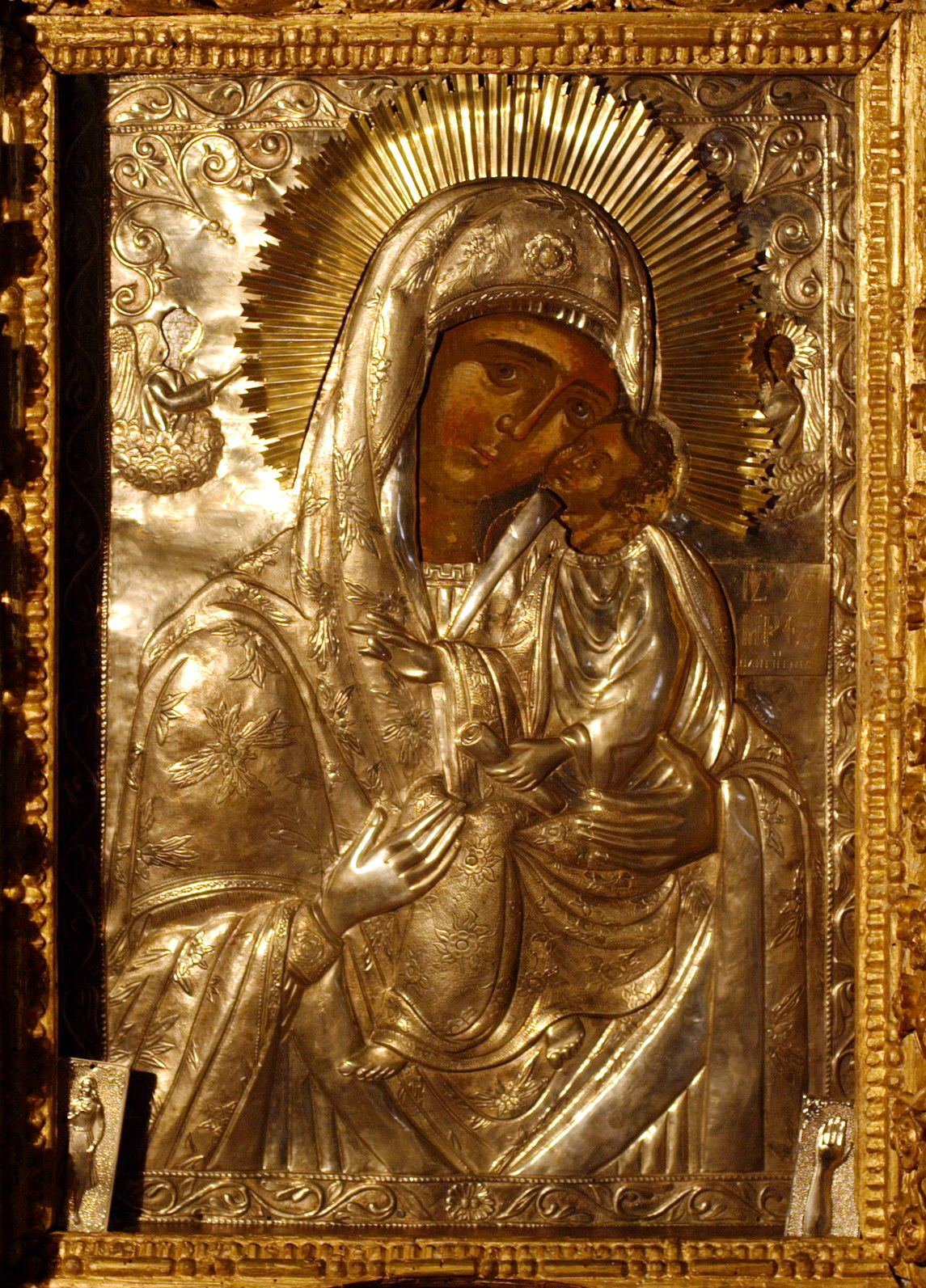
Богородица Гликофилуса

У подножия восточной части скалы находится большая пещера. В середине XVI века, согласно преданию, жители находящегося неподалёку селения Соти́ра увидели свет, исходящий из пещеры. Ведомые этим светом и дойдя до расщелины скалы, они обрели образ Пресвятой Богородицы Гликофилусы. Жители перенесли икону в свой деревенский храм, но она неоднократно исчезала и снова оказывалась в пещере. Это было сочтено знамением Божиим и было принято решение о строительстве на этом месте монастыря. Главный храм обители было решено посвятить Успению Пресвятой Богородицы.
До окончания строительства монастыря, первые насельники обители проживали в самой пещере.
В ранней летописной записи о работах по строительству обители, в кодексе 44 сборника Алексия Колива́ за 1557 год, говорится о смерти одного «мастера», который являлся одним из ведущих строителей храма. 
Известно, что постройка храма началась немного раньше этого времени, то есть около 1550 года.
В 1593 году, по окончании строительства кафоликона, состоялось перенесение иконы Пресвятой Богородицы из пещеры в храм «в соборе иереев и многих жителей со всех соседних деревень», где она и находится до сих пор.
В 1595 году монахи покидают пещеру и поселяются в отстроенном ансамбле, который был почти закончен. Первые ктиторы монастыря записаны в помяннике 1600 года: монахи Филарет, Даниил, Лаврентий и Зосима, которые взяли на себя все труды по основанию монастыря. Позже говорится о иеромонахах Парфении, Неофите и Савве.
В 1625 заканчивается роспись кафоликона.

### Монастырь в XVII—XIX веках

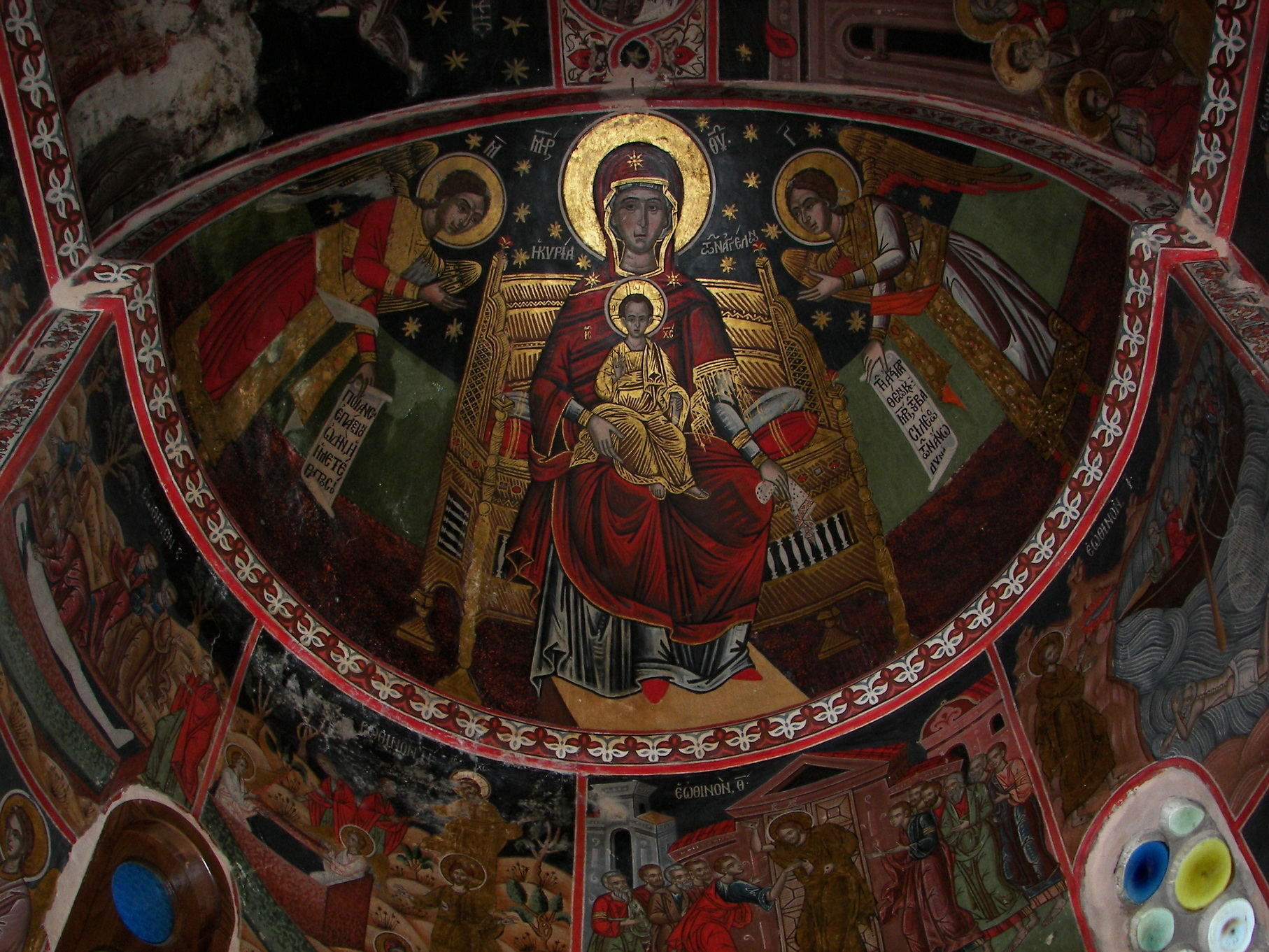
Госпожа ангелов. Начало XVII в.

В XVII—XIX веках Петра переживает период расцвета. Это обусловлено расположением монастыря в горной области Аграфа, которая фактически была не подконтрольна турецкой администрации.
В 1666 году посольство монахов монастыря отправилось в Константинополь к Вселенскому Патриарху Парфению IV, чтобы попросить помощи монастырю. Сведения об этом дают послания митрополита Евгения Этолийского, находившегося тогда в Константинополе, к митрополиту Ларисы Дионисию, в которых Евгений просит оказать любую возможную помощь представителям монастыря. Это послание подействовало благотворно на Дионисия и несколькими годами позже, когда Дионисий стал Патриархом, в обители были проведены значительные работы.
В условиях турецкого ига, монастырь Петра часто находился в крайне тяжёлом финансовом положении и был вынужден регулярно обращаться за финансовой помощью к России. Монахи регулярно посещали Россию с целью сбора пожертвований. В кафоликоне монастыря сохранился деревянный хорос (вид паникадила), подаренный обители российской императрицей Екатериной II
Во время второго путешествия (в 1763—1773 гг.) Космы Этолийского, после валашских селений в горах Пинда, он посещает горные деревни Аграфы. После паломничества в монастырь Короны, он посетил Петру, которая произвела на него огромное впечатление торжественностью храма, исключительностью фресок и большой библиотекой. Он говорил, что трудно представить такого святого, который не был бы изображён на фресках монастыря. На холме «Три дерева», расположенного недалеко от монастыря, он собрал жителей трёх деревень и обратился к ним с проповедью, после чего воткнул в одно из деревьев железный крест, который виден до сих пор.
В этот период в Петре существовала тайная школа, в которой обучались местные жители. Сохранились и имена преподавателей; ими были священники Григорий Паврола и Аввакум из расположенной рядом деревни Катафийон.
Во время Греческой революции стал известен насельник монастыря иеромонах Кирилл. Он состоял в тайном обществе Филики Этерия и в 1821 году участвовал в проповеди восстания в Молдовлахии на стороне Александра Ипсиланти. После подавления восстания на территории придунайских княжеств, все спасшиеся греки и балканцы бежали в Австрию и Россию, чтобы уберечься от мести турок. Кирилл с группой из 1002 человек и иеромонахом Гедеоном из афонского монастыря Великая Лавра ушли в русский город Оргеев, где и были задержаны его властями.
Герой Греческой революции Георгий Караискакис в 1822 году приходит вместе со своим отрядом в монастырь, где и встречает с монахами Пасху 1823 года. Известен ряд писем Караискакиса, посланных из Петры. Здесь он пишет послание Христосу Янко в связи с восстанием суллиотов и их враждующих группировок Буковалы, Рагу и Андрея Иско.
Петра сыграла важную роль во время Эпиро-Фессалийского восстания 1869—1886 годов, когда монастыри использовались как центры восстания. В апреле 1878 года епископ Китрский Николай, после своей неудачной попытки поднять восстание в Западной Македонии принял неизбежное решение отступить с оставшимися войсками в Фессалию. Петра гостеприимно приняла повстанцев епископа Николая.

### Петра в XX веке
После освобождения Фессалии от власти турок, монастырь переживает сильный упадок, число монахов резко сокращается.

Петра в 1938 году

В 1907 году монастырь Редина передаётся монастырю Петра, который, в свою очередь, в 1909 г. передаётся в подчинение соседнему монастырю Короны. В  1925 году Петра опять получает самостоятельность. 
В 1927 году вследствие пожара сгорает восточное крыло келейного корпуса и  превращена в развалины звонница.
В период немецкой оккупации  и гражданской войны с 1941 по 1945 годы монастырь становится центром сосредоточения отрядов красных партизан Гавры, Логофета и Ламбета. В этот сложный период, также как и в последующую эпоху, были отмечены кражи церковных реликвий, а всё, что сохранилось, ныне находится в церковном музее Фессалиотидской епархии, монастыре Короны и в Византийском музее г. Афин.
В 1946 году умирает последний игумен монастыря Косьма Кукузелис.
В 1967 г. монастырь Петра был провозглашён охраняемым памятником истории. 

Разрушенная келлия

В 1981 г. в результате пожара в своей келье погибает последний монах монастыря Леонтий, живший в нем практически в одиночестве с 1953 года.
К этому времени кельи монастыря приходят в совершенно нежилое состояние  и по большей части снесены. Из всего монастырского ансамбля остаётся только кафоликон. Храм начинает разрушаться: в куполе и стенах возникают большие трещины, осыпаются фрески. 
В 1982 г. исследователь П.М. Милонас запечатлел на страницах сборника Национального Мецевского университета «Храмы Греции после Завоевания» архитектурную и историческую ценность памятника. 
В 1993 г. состоялась историческая конференция  в честь 400-летия монастыря. 
В период с 1996 по 2000 год церковный совет храма Святителя Николая из расположенного недалеко от монастыря селения Катафийон в сотрудничестве с Министерством Культуры Греции и Лазарем Деризьёти из отдела Национальной византийской археологии города Ларисы  удачно проводят работы по укреплению стен и купола кафоликона; осуществлено очень качественное восстановление храмовых фресок.

## Современная жизнь обители
В 2003 году, по просьбе митрополита Фессалиотидского и Фанариоферсальского Феоклита (письмо за номером протокола 759 от 9.09.2003 г.) и в соответствии с ответным письмом митрополита Фивского и Левадийского Иеронима (за номером протокола 309 от 15.09.2003 г.) монастырь был возобновлён и заселён новым монашеским братством во главе со схиархимандритом Дионисием (Каламбокас).
В настоящее время в монастыре около 30 насельников. Многие являются выходцами из России, Белоруссии, США, Израиля, Кипра. Чтение иногда идёт и на церковно-славянском языке, хотя можно услышать языки всех народов, которые представлены в братстве. На Пасху Евангелие читается на 12 языках.
Много внимания уделяется духовному образованию, почти все монахи проходят обучение в университетах Афин и Салоник.
В связи с полным разрушением старого монастырского келейного корпуса, братия монастыря проживает в сборных железных домиках — контейнерах.

## Галерея

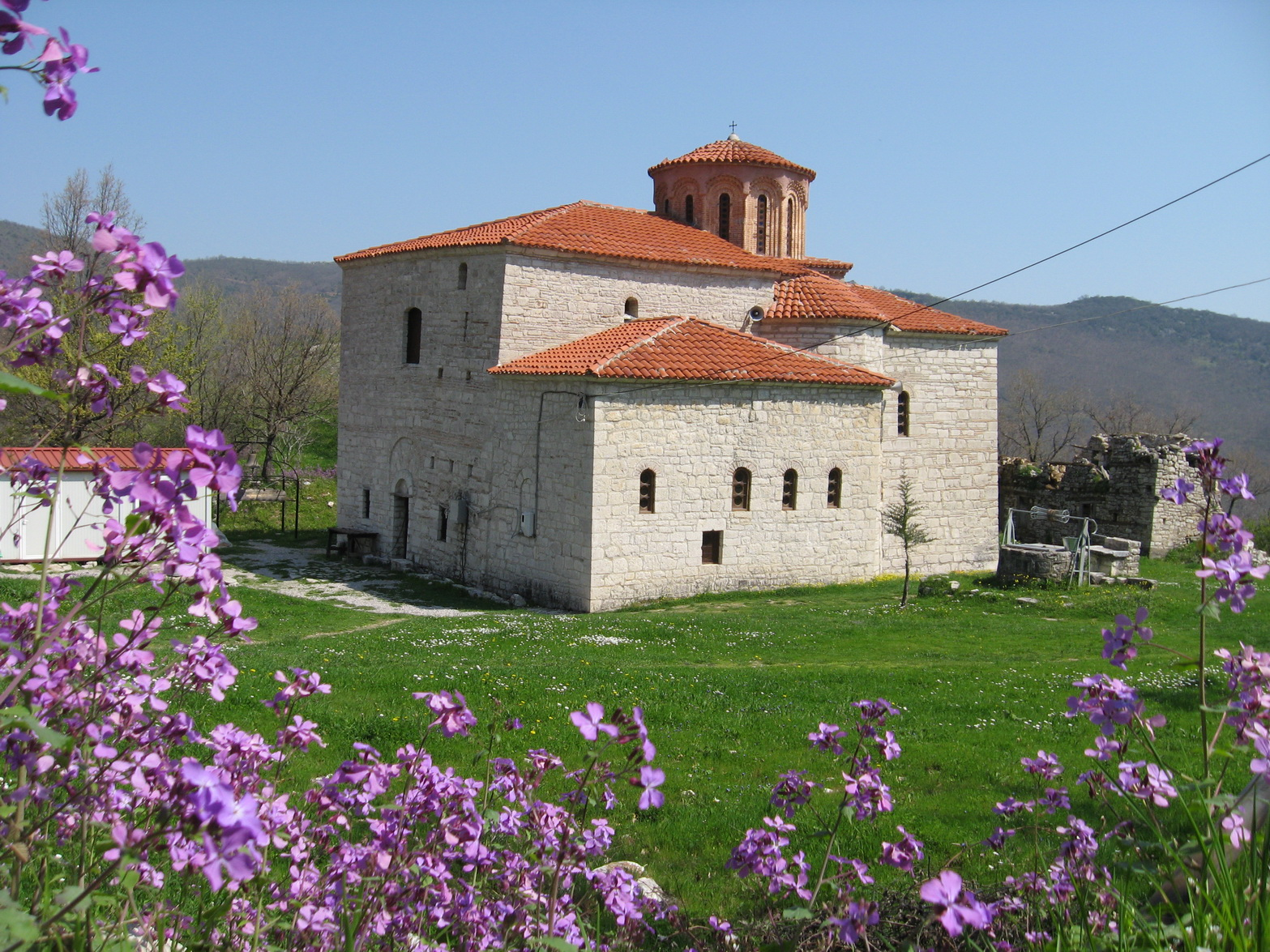
Петра весной
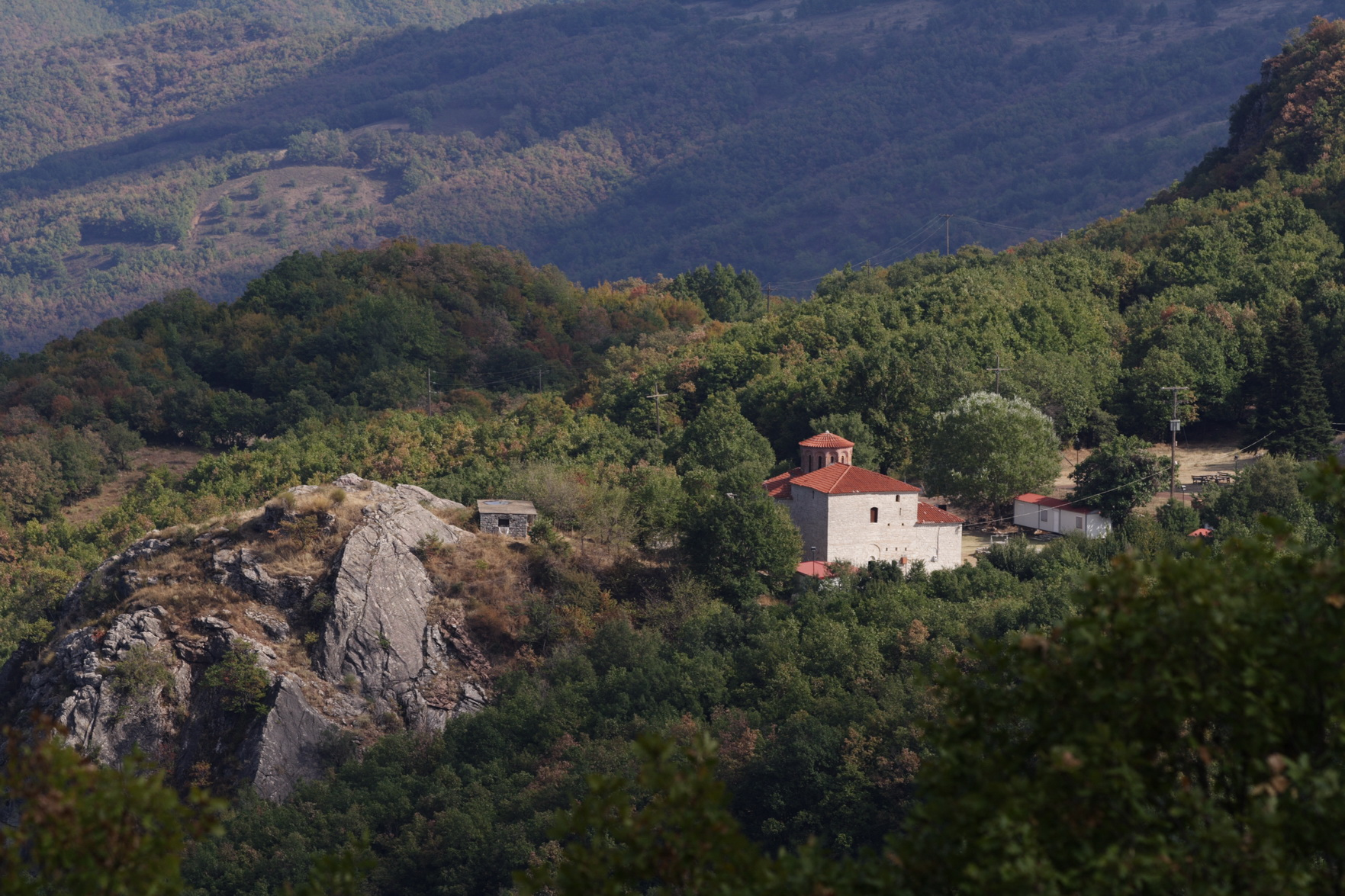
«Монастырь скалы»
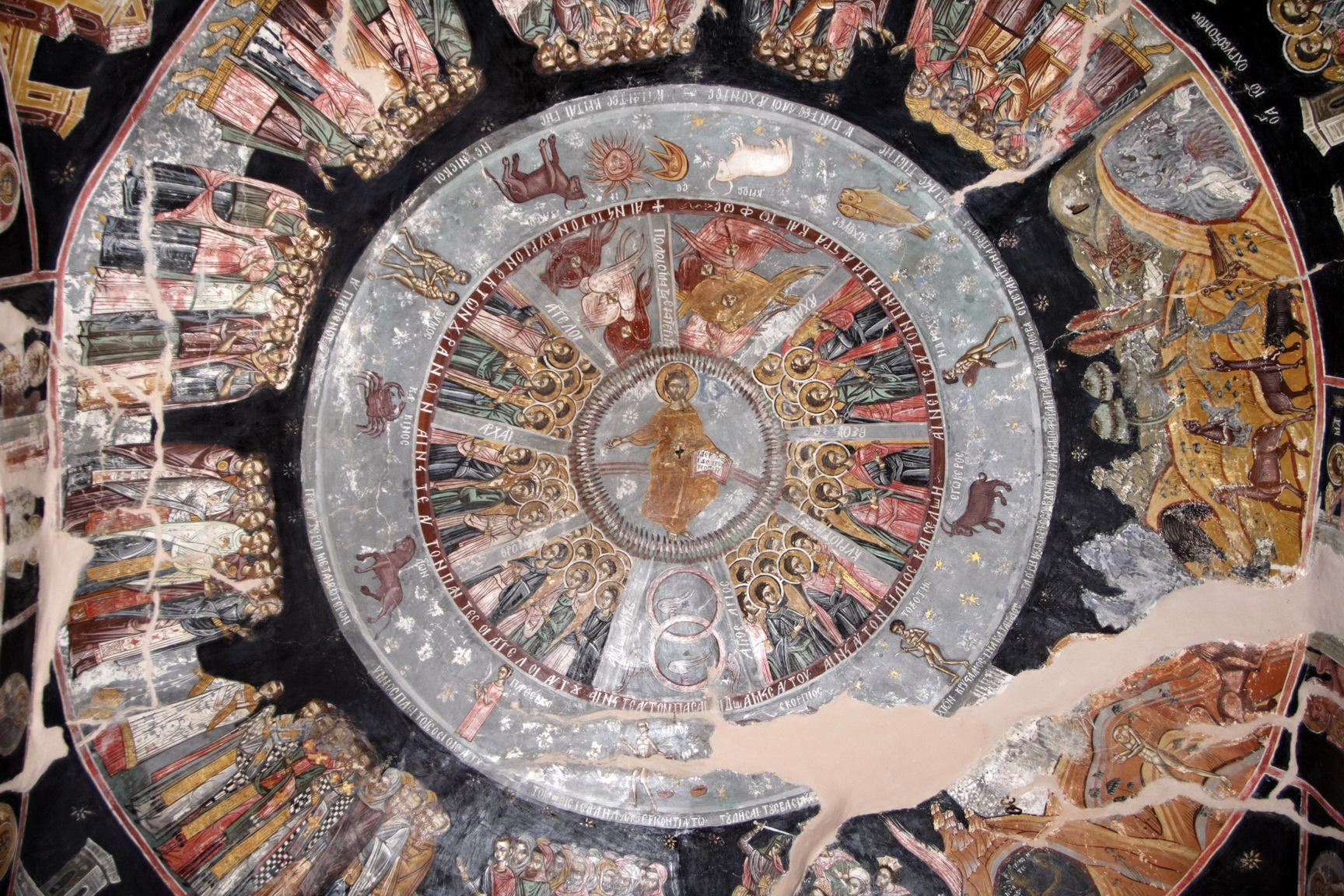
Роспись купола придела Преображения
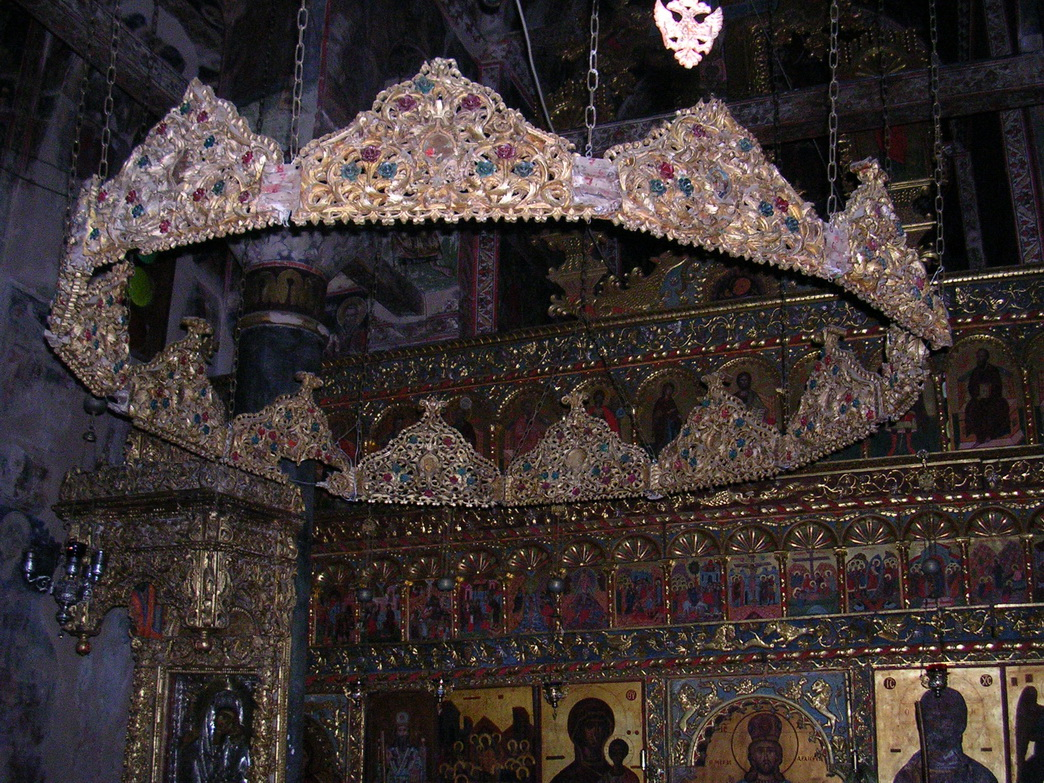
Подарок Екатерины II
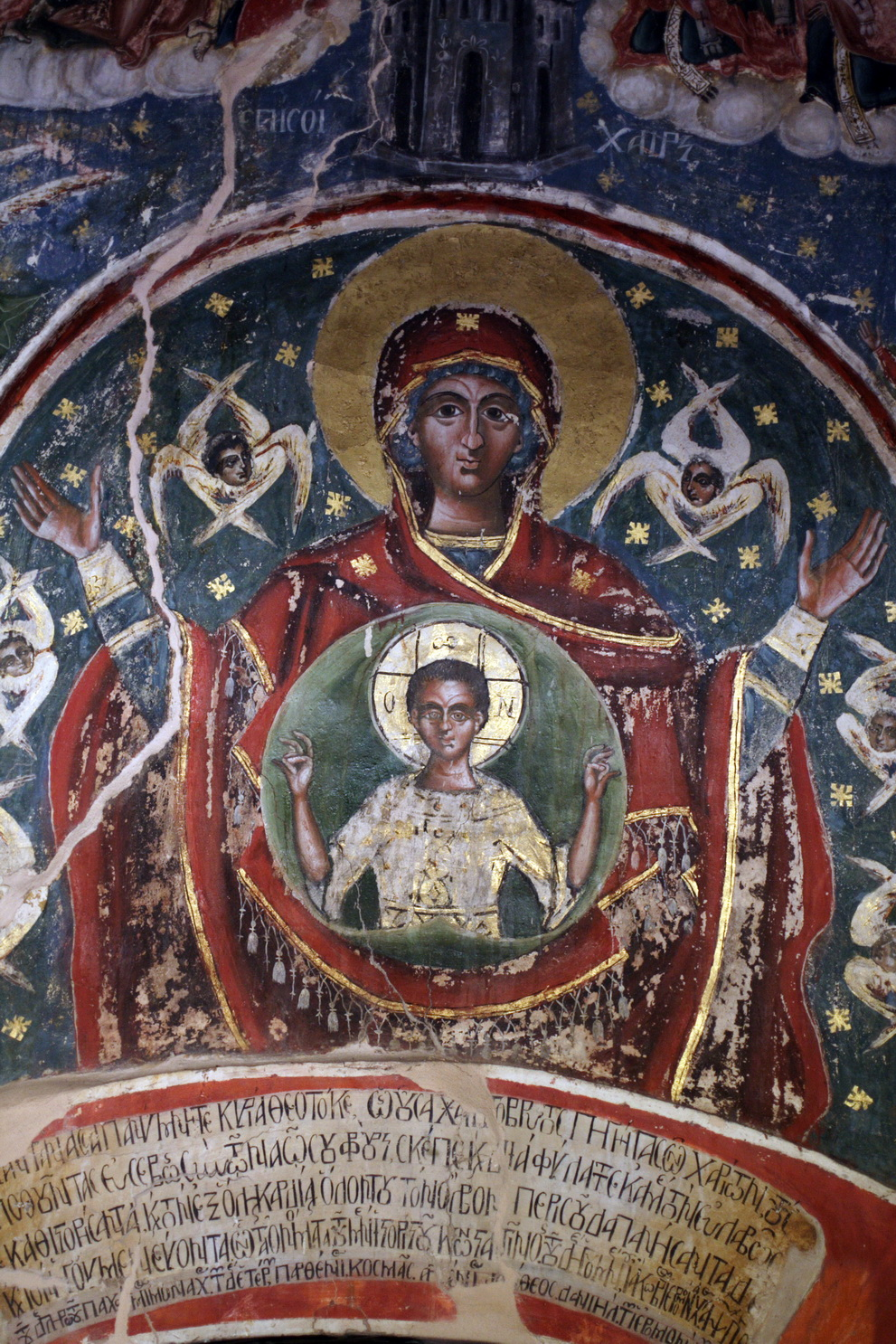
Фреска в притворе
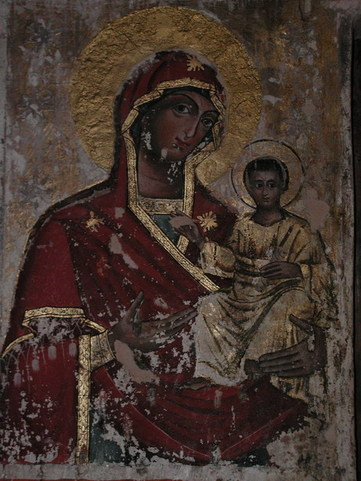
Росписи притвора
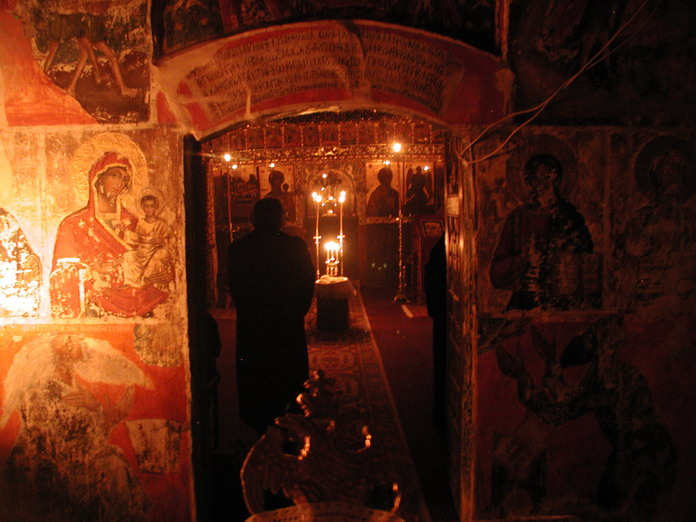
Всенощная в Петре
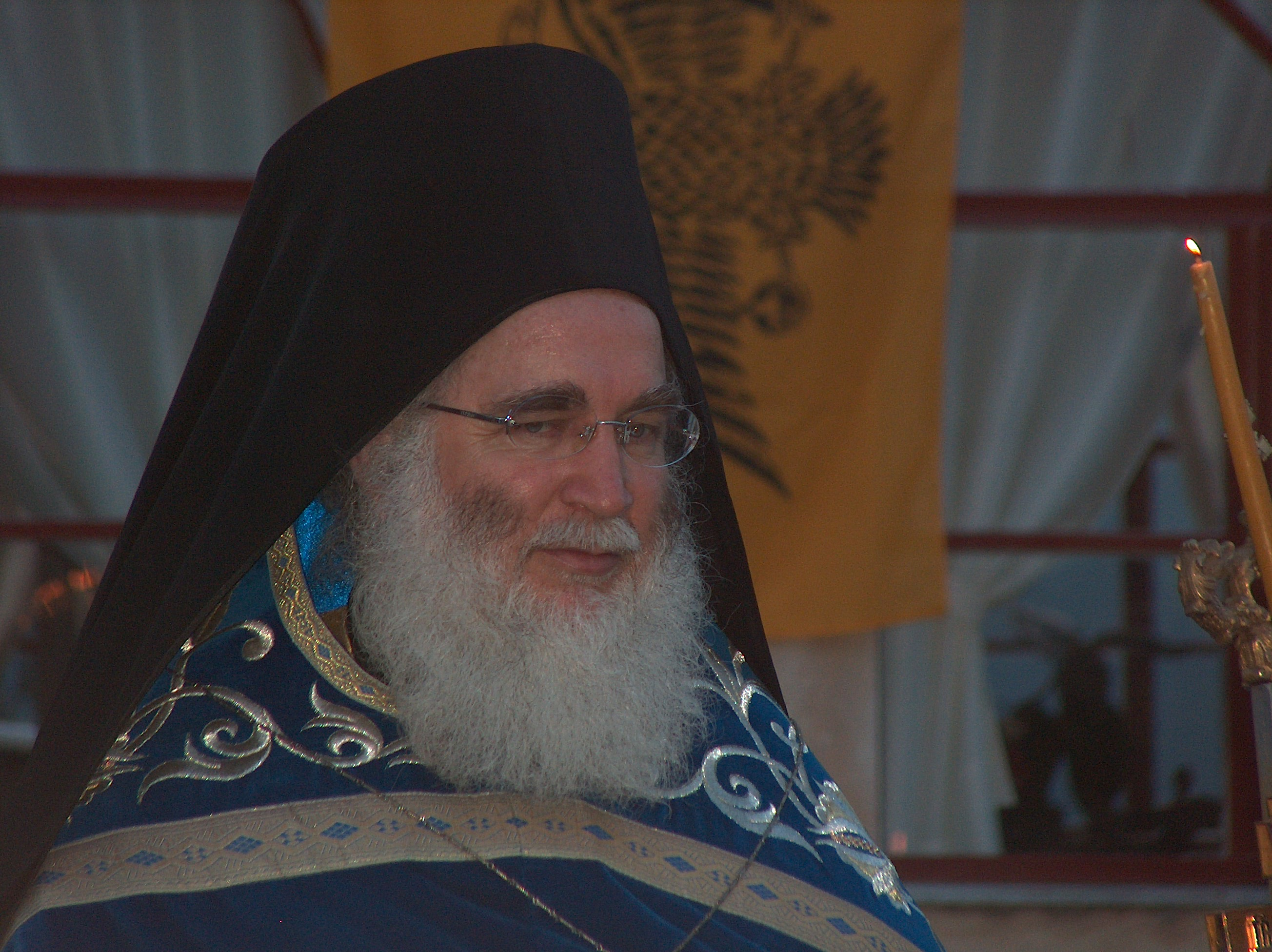
Старец и Игумен архимандрит Дионисий (Каламбокас)
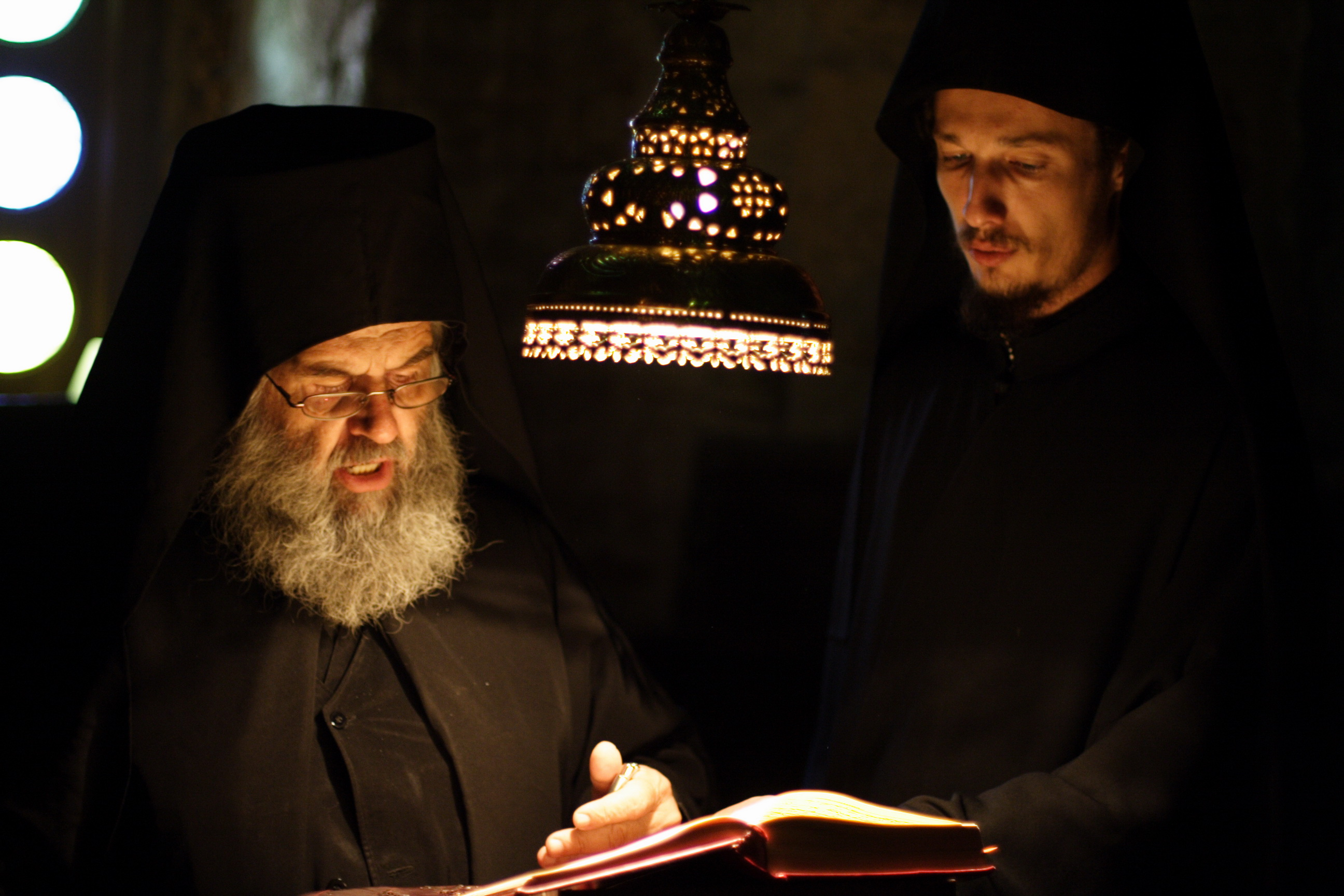
Братия на службе